# Amédée Léchaudé d'Anisy
 Amédée-Louis Léchaudé d'Anisy, né le 31 juillet 1772 à Versailles et mort le 23 août 1857 à Paris, est un érudit et historien français.

## Biographie
Fils d'un menuisier des bâtiments du roi et ingénieur-géographe travaillant dans le même domaine, il est volontaire en 1792 lors de la Révolution française. Il est affecté comme officier auprès du général Marie François Auguste de Caffarelli du Falga et par la suite rentre à Paris à la suite d'une blessure.
Il est nommé directeur du Dépôt de mendicité de Caen et reste en Normandie après la suppression de l'établissement du fait de son mariage avec une héritière locale. Son installation entraîne l'intérêt pour l'histoire et l'archéologie de cette région.
Il traduit les Antiquités anglo-normandes par Andrew Coltee Ducarel en 1823 et fait des recherches dans les archives départementales des trois départements bas-normands. Il devient maire de la commune d'Anisy en 1828. 
Il est membre fondateur de la société des antiquaires de Normandie et de la Société française d'archéologie, membre de l'Académie des sciences, arts et belles-lettres de Caen, du Comité des travaux historiques et scientifiques (1834-1843), de la Société des antiquaires de la Morinie  (1834-1840).
Il publie de nombreuses chartes et en subtilise de nombreuses dans les dépôts d'archives pour sa collection personnelle ou pour les revendre. Ces vols sont révélés assez vite dès le vivant de son auteur, Léopold Delisle signale en 1851 des incohérences. Le vol confirmé en 1855 est un scandale. De nombreux manuscrits réintègrent les collections publiques dont environ 800 aux seules archives du Calvados.

## Œuvres
- Description de l'ancien autel du Ham, 1847
- Extrait des chartes et autres actes normands ou anglo-normands qui se trouvent dans les archives du Calvados, 1835